# Юсти, Карл
Карл Ю́сти (нем. Carl Justi; 2 августа 1832, Марбург — 9 декабря 1912, Бонн) — немецкий философ, историк искусства, писатель, педагог. Представитель биографического подхода к изучению истории искусства. Профессор истории искусств Боннского университета, он написал важнейшие биографии: Иоганна Иоахима Винкельмана, Микеланджело, Диего Веласкеса, Бартоломе Эстебана Мурильо.

## Биография
Юсти родился в Марбурге, до 1859 года изучал теологию в Берлинском университете, прежде чем перейти к изучению философии. В том же 1859 году он завершил докторскую диссертацию по философии «Эстетические элементы в платоновской философии».
В дальнейшем Карл Юсти посвятил себя истории эстетики. Он изучал искусство эпохи Возрождения в Италии, Германии, Испании и Португалии. На протяжении многих лет давал уроки живописи и одновременно преподавал на теологических факультетах. История искусства в качестве отдельной дисциплины ещё не преподавалась в западноевропейских университетах. По словам самого Юсти, «если бы он поступил в университет не в 1850, а в 1860 году, то уже в восемнадцатилетнем возрасте посвятил бы себя истории искусства».
Юсти приобрёл научную репутацию благодаря трёхтомному труду об Иоганне Иоахиме Винкельмане (1866—1872). Этот труд называли «энциклопедией Винкельмана». В 1866 году Юсти назначен адъюнкт-профессором, в 1869 году — полным профессором археологии в университетах Марбурга, а затем Киля. И только в 1872 году он начал преподавать историю искусства, сменив Антона Шпрингера на кафедре истории Боннского университета и занимал эту должность до 1901 года. С 1896 года читал лекции по истории искусства в Берлине.
Карл Юсти не был приверженцем теории Ипполита Тэна о решающем влиянии среды на творчество художника, тем не менее, работая над монографией о Веласкесе, он представил во всей полноте панораму испанской жизни того времени.
Среди его учеников — известный историк искусства и теоретик архитектуры средневековья Август Шмарзов.
Племянник Карла — Людвиг Юсти— также известный немецкий историк искусства и организатор музейного дела.

## Избранные сочинения
- «Эстетические элементы в платоновской философии» (Die ästhetischen Elemente in der Platonischen Philosophie), 1860
- «Винкельман, его жизнь, его работы, его современники» (Winkelmann; sein Leben, seine Werke, seine Zeitgenossen), 1866—1872
- «Данте и Божественная комедия» (Dante und die Göttliche Komoedie), 1862
- «Преображение Христа, картина Рафаэля» (Die Verklärung Christi, Gemälde Raffaels), 1870
- «Диего Веласкес и его век» (Diego Velazquez und sein Jahrhundert), 1888
- «Мурильо» (Murillo), 1892
- «Микеланджело: вклад в объяснение произведений и человека» (Michelangelo: Beiträge zur Erklärung der Werke und des Menschen), 1900
- «Разное из трех веков испанской художественной жизни» (Miscellaneen aus drei Jahrhunderten spanischen Kunstlebens), 1908
- «Испанские путевые записки» (Spanische Reisebriefe), 1923
- «Новые заблуждения. Письма и афоризмы» (Moderne Irrtümer. Briefe und Aphorismen), 2012

## Награды
- Орден Pour le Mérite (1902)
- Почëтный гражданин города Бонна.